# Rubus recurvans
Rubus recurvans är en rosväxtart som beskrevs av Blanchard. Rubus recurvans ingår i släktet rubusar, och familjen rosväxter. Inga underarter finns listade i Catalogue of Life.